# Changal
Changal (mongoliska: Хангал Сум, Хангал) är ett distrikt i Mongoliet.   Det ligger i provinsen Bulgan, i den centrala delen av landet, 240 km nordväst om huvudstaden Ulaanbaatar.